# Code Composer Studio
Pour les articles homonymes, voir CCS.
Le logiciel Code Composer Studio (CCS) est un environnement de développement intégré qui permet de programmer les processeurs embarqués de chez Texas Instrument comme les processeurs de signal numérique (DSP) de la famille TMS320, les appareils basés sur l'architecture ARM ou les microcontrôleurs de la famille MSP430.
Cet IDE est basé sur Eclipse, un framework open source.